# Taterillus arenarius
Taterillus arenarius is een zoogdier uit de familie van de Muridae. De wetenschappelijke naam van de soort werd voor het eerst geldig gepubliceerd door Robbins in 1974.